# Veeneik

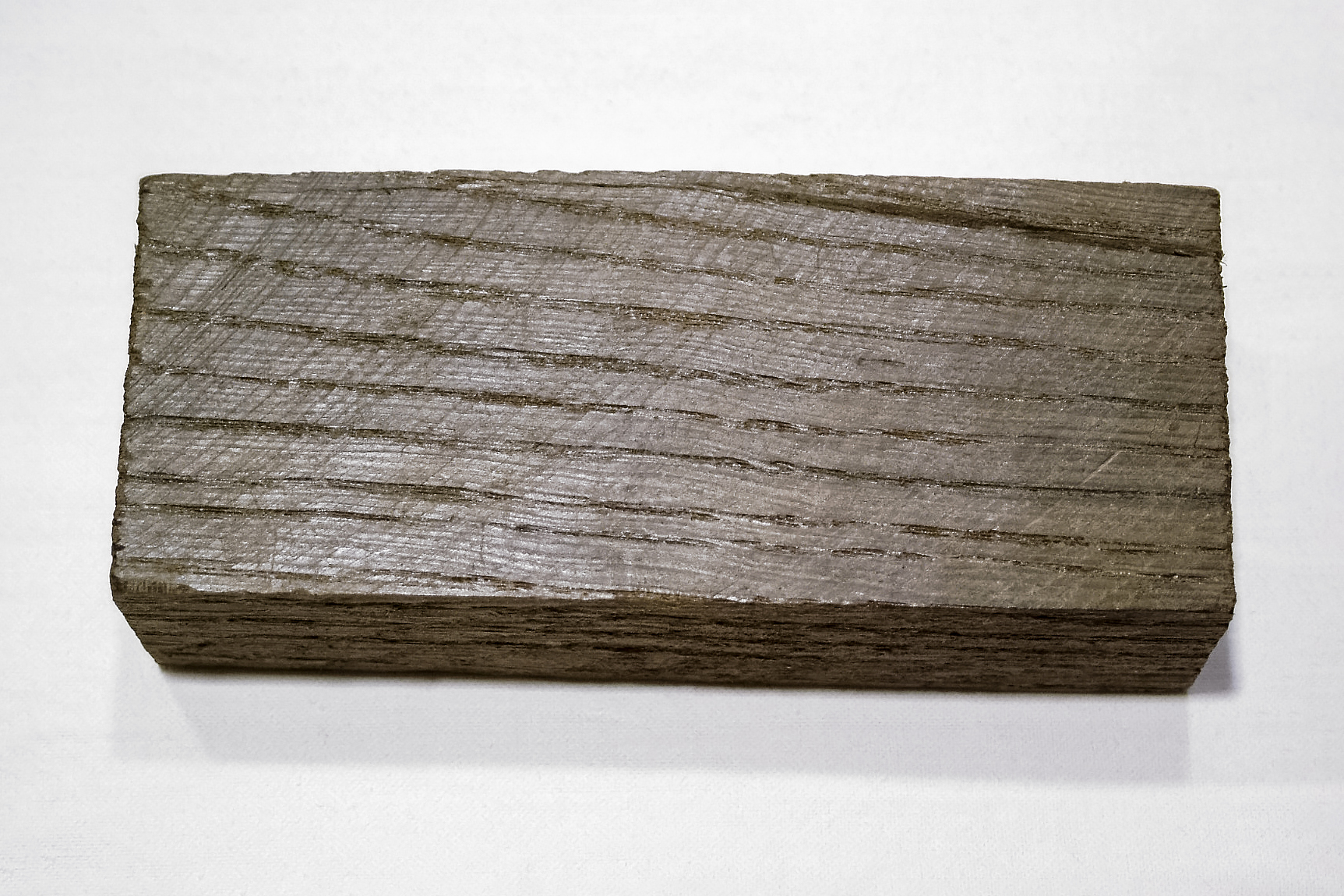
Veeneiken

Veeneiken of mooreiken, niet te verwarren met moeraseik, is een specifiek kienhout. Veeneiken zijn subfossiele overblijfselen van eiken (Quercus sp.) die honderden tot duizenden jaren geleden in moerasbossen groeiden. Bij het ontstaan van veen, werden de eiken-stammen en -stronken in zuurstofloze omstandigheden geconserveerd. Bij veeneiken speelden de tannines die ook voorkomen in de eikels en eikenbladeren een rol. Veeneiken werd gevonden bij het turfsteken, nu komt het bloot te liggen bij inklinking van het veen.
Veeneiken is licht- tot donkerbruin of grijs, soms bijna zwart van kleur en heeft een hoge hardheid. Het is relatief zeldzaam en moeilijk te drogen. Daardoor is de prijs vergelijkbaar met het duurste tropische hardhout.
Veeneiken wordt gebruikt in meubelbouw, houtsnijwerk en dergelijke. De troon van Peter de Grote en de slaapkamer van Lodewijk XIV zijn voorbeelden van constructies gemaakt uit veeneiken. Het werd vroeger ook gebruikt voor het snijden van juwelen en tabakspijpen.

## Afbeeldingen

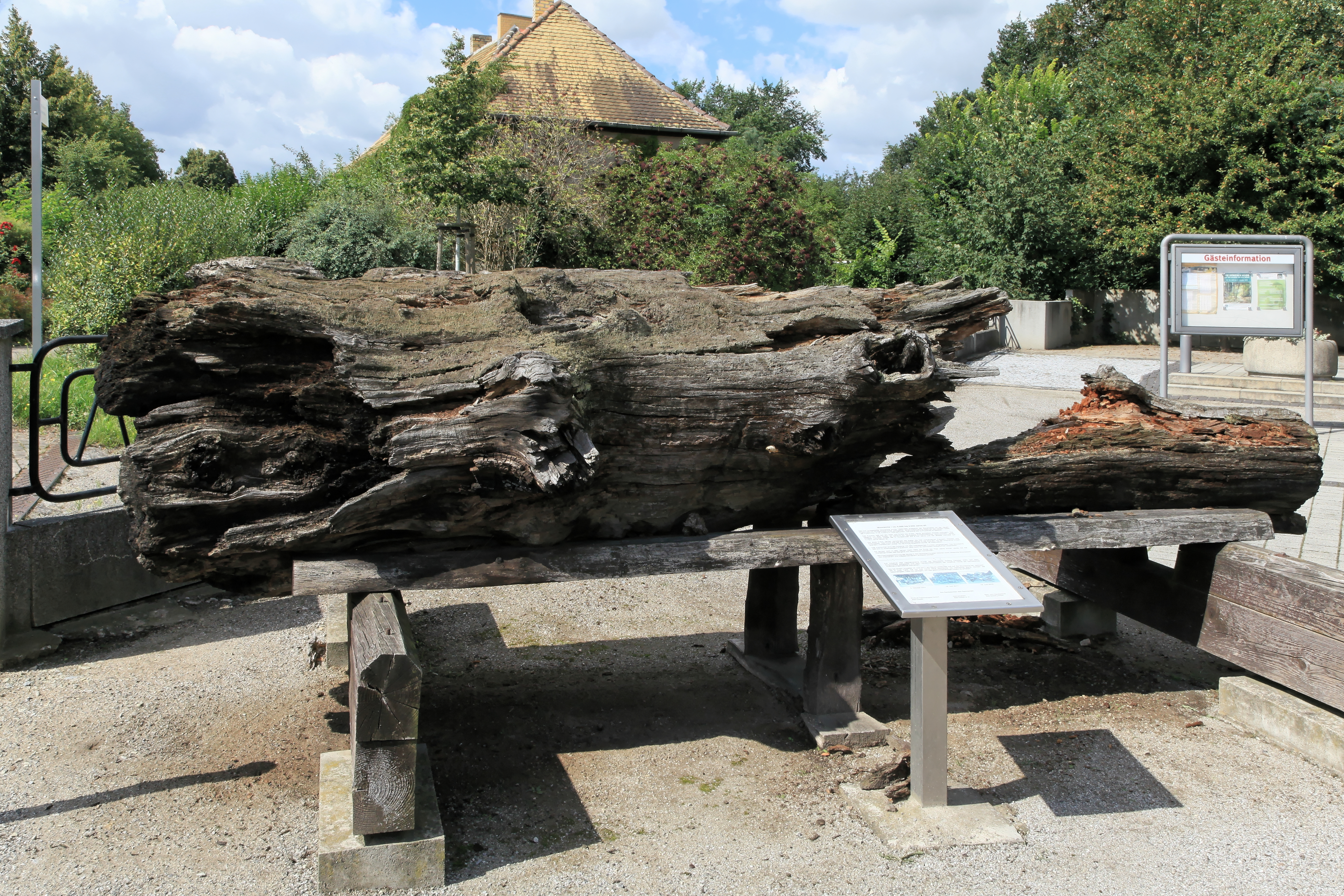
Stam
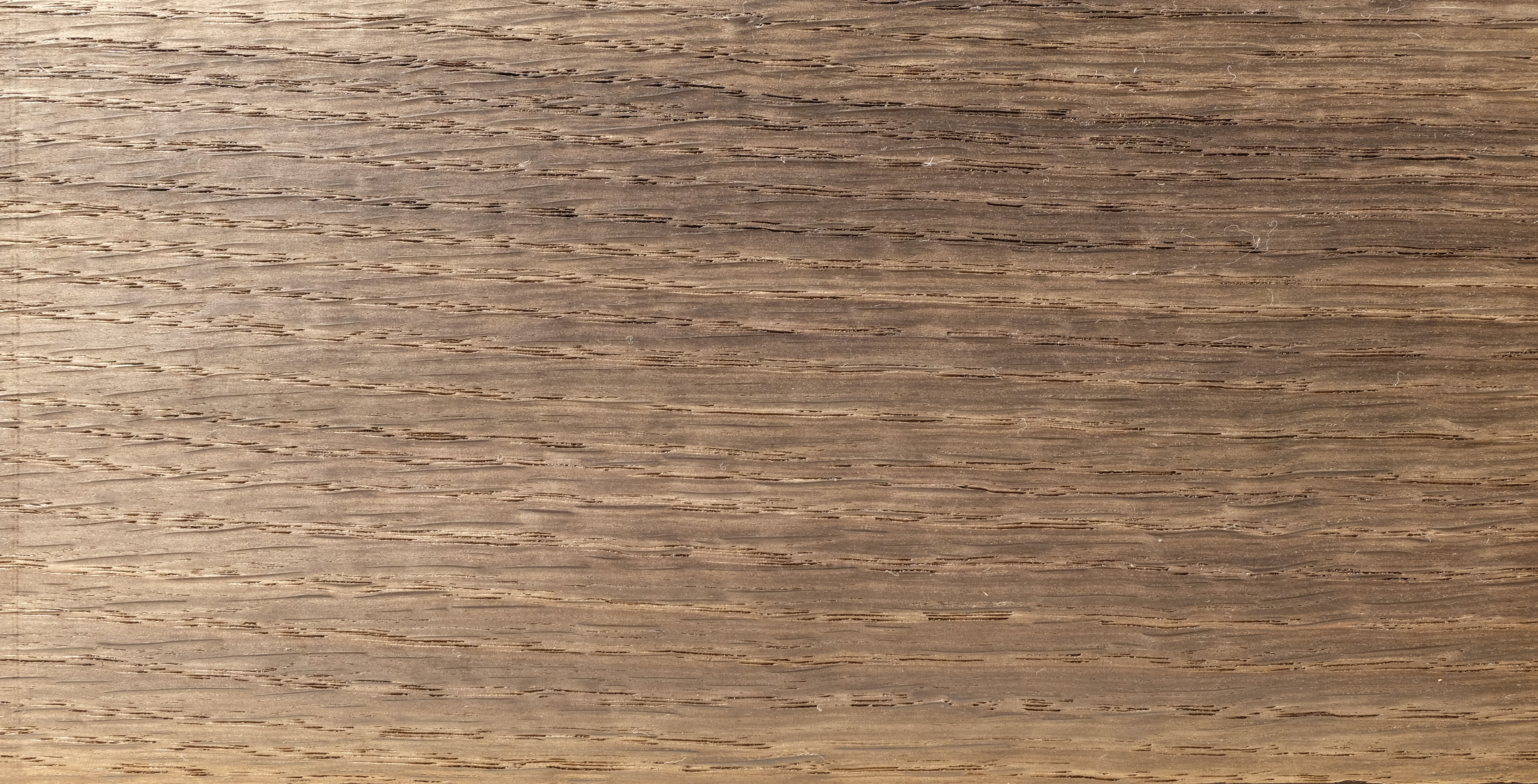
Houtoppervlak
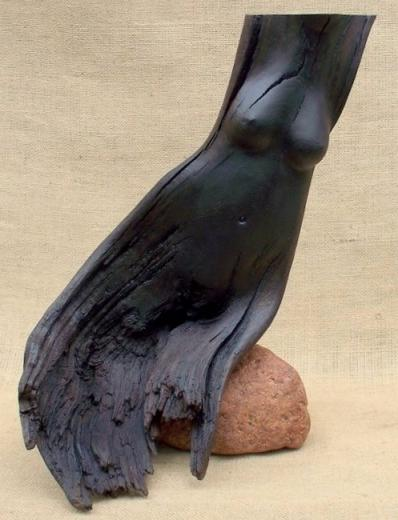
Skulptuur uit veeneiken